# Принц Албърт (планина)
Планината Привц Албърт (на английски: Prince Albert Mountains) е планина в Източна Антарктида, Земя Виктория, част от Трансантарктическите планини. Простира се на протежение от 320 km, от ледника Пристли на север до ледника Ферар на юг, покрай западното крайбрежие на море Рос, част от Тихоокеанския сектор на Южния океан. Състои се основно от перпендикулярни на крайбрежието хребети – Нансен, Керкууд, Конвой, Вилет, Сент Джонс, Олимпес, Асхард, Кукри и др, между които надолу се спускат големи долинни ледници – Пристли, Ривс, Дригалски, Дейвид, Моусън, Харбърд, Отс, Фрая, Маккей, Дебенем, Уилсън, Нюола, Ферар и др. Максимална височина връх 2804 m (77°23′ ю. ш. 160°03′ и. д. / 77.383333° ю. ш. 160.05° и. д.), разположен в най-южната ѝ част. Други характерни върхове са Брук 2713 m (в хр. Конвой), Нансен 2679 m (в хр. Нансен), Скю 2576 m (в хр. Вилет) и др.
Отделни участъци от планината и някои нейни характерни върхове са открити на 17 февруари 1841 г. от британската антарктическа експедиция, възглавявана от видния полярен изследовател Джеймс Кларк Рос, който наименува новооткритата планинска система в чест на принц Албърт (1819 – 1861), съпруг на кралица Виктория. Впоследствие отделни нейни части и хребети са изследвани и топографски заснети от експедициите на Робърт Скот (1900 – 04, 1910 – 12) и Ърнест Шакълтън (1907 – 09). През 1950-те и 1960-те години планината е детайлно картирана на базата на направените аерофотоснимки от американски и новозеландски експедиции.